# 노타르크투스

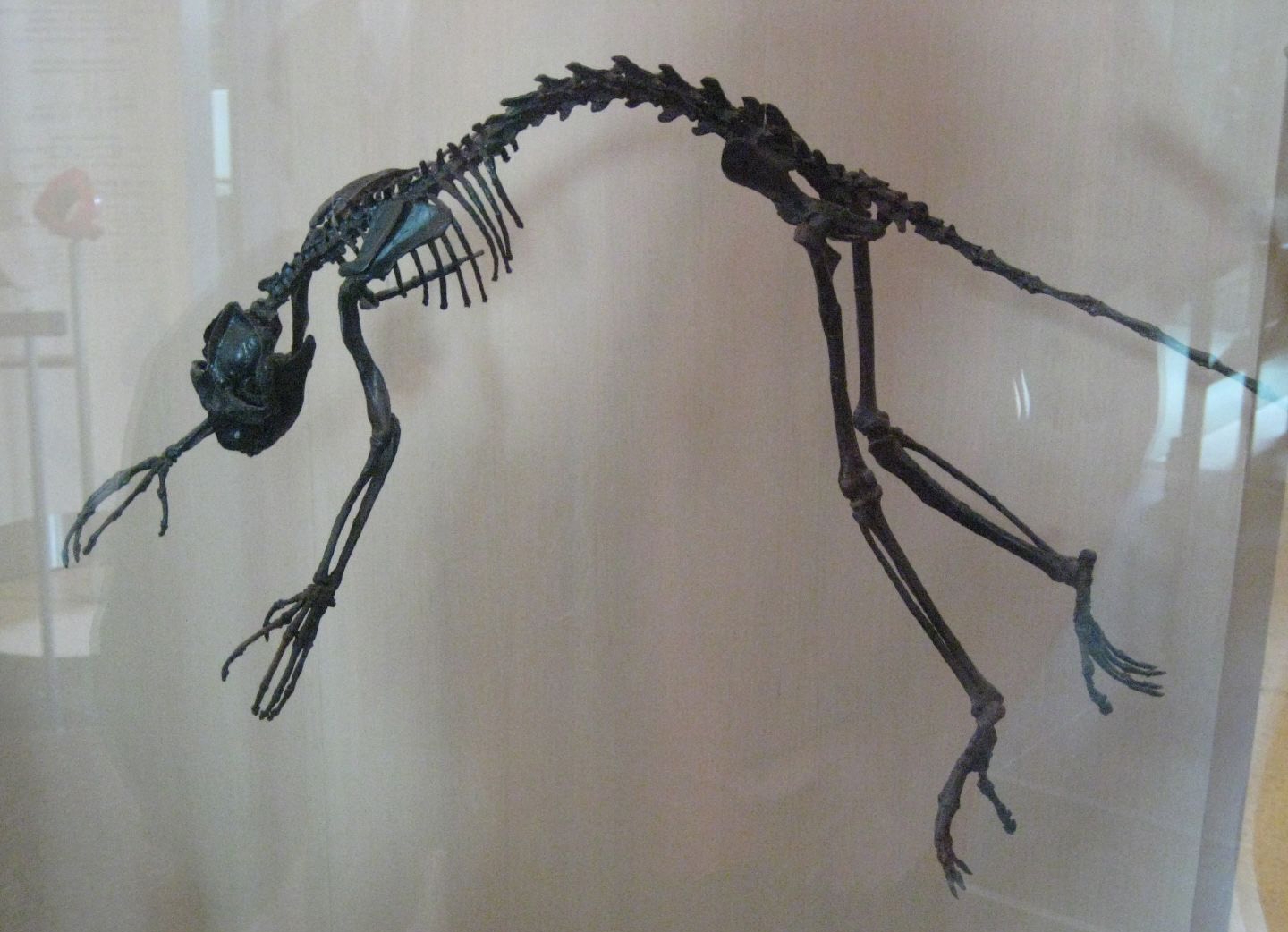

노타르크투스(Notharctus)는 에오세기 말~중기 무렵 북아메리카와 유럽에서 살았던 아다피스하목 영장류의 속이다.
노타르크투스의 체형은 현대의 생쥐의 체형과 유사하다.
적어도 4개의 다른 노타르크투스 종이 존재하였다.